# AS-12 Łoszarik
AS-12 Łoszarik – radziecki, a następnie rosyjski, atomowy okręt podwodny o wyporności około 2000 ton i długości około 60 m (oficjalnie badawczy, nieoficjalne dywersyjny do niszczenia instalacji głębokowodnych) wyposażony w manipulatory, urządzenia do oczyszczania dna morza oraz wysięgnik z kamerami.
Budowę rozpoczęto w 1988 roku, po rozpadzie Związku Sowieckiego budowę wstrzymano z braku pieniędzy. Prace wznowiono za pierwszej kadencji prezydenckiej Władimira Putina i zwodowano w 2003 roku.
1 lipca 2019 roku 14 członków załogi zginęło w pożarze w trakcie prowadzenia badań batymetrycznych. Pożar został ugaszony, okręt sprowadzono do rosyjskiej bazy w Siewieromorsku nad Morzem Barentsa.
Po remoncie, którego zakończenie zaplanowano na 2024 ma wrócić do służby. 